# Gara Lugoj
Gara Lugoj este o stație de cale ferată care deservește Lugoj, județul Timiș, România.
Format:Lista stațiilor de pe Magistrala CFR 916